# Carmen Martín
Carmen Dolores Martín Berenguer (Roquetas de Mar, província d'Almeria, 29 de maig de 1988), més coneguda com a Carmen Martín, és una jugadora espanyola d'handbol. Ocupa la demarcació d'extrem dret i actualment milita al CSM București de la Liga Națională de Romania.
A nivell de clubs, s'ha proclamat campiona d'Europa el 2016 amb el CSM București i subcampiona el 2011 amb SD Itxako, a més d'aconseguir nombrosos títols nacionals.
És internacional absoluta amb la selecció espanyola, amb la qual va aconseguir la medalla de bronze en els Jocs Olímpics de Londres 2012 i en el Mundial de Brasil 2011 i la de plata en el Europeu de Macedònia 2008 i Europeu d'Hongria i Croàcia 2014. Als seus 28 anys, és la 5a màxima golejadora del combinat nacional amb 564 punts.
Jugadora esquerrana, destaca habitualment la seva qualitat tècnica i la seva capacitat per marcar gols des de l'extrem dret i al contraatac. A més, posseeix més d'un 90% d'efectivitat en llançaments de penal (7 metres). Sol ser considerada recurrentment la millor extrem dret del món en els últims anys.

## Trajectòria

### Inicis
Va estudiar en el CEIP Plans de Marín, en el municipi de Roquetas de Mar (Almeria). Allí va començar a practicar l'handbol als 7 anys. Va debutar en Divisió d'Honor (Lliga ABF) amb el C.B. Roquetas el 2005.

### Mar Alacant
Després de tres anys amb el conjunt de la seva terra, en l'estiu de 2008, va signar pel Club Handbol Mar Alacant on va assolir la fama mundial. Amb l'equip alacantí va estar a les ordres de Esteban Roig, i va disputar en el seu primer any (2008/09) la Copa de la Reina, però van ser eliminades en quarts de final davant l'Elda Prestigi per 24-25. Van ser cinquenes en la lliga, la qual cosa va proporcionar una plaça en la Copa EHF. Al següent any van fitxar a Dara Calvalho, Nuria Benzal i Verónica Verdú per disputar el Mar Alacant per primera vegada una competició europea. El partit les va enfrontar davant el ZRK Kikinda, contra el qual van perdre per tres gols en el còmput dels dos partits. En la Copa de la Reina van arribar a la final després d'eliminar l'Elda Prestigi i el CLEBA León. No obstant això el Itxako va guanyar la final per 33-28. En la Lliga van ser quartes, tornant a aconseguir plaça europea, en aquesta ocasió en la Recopa d'Europa. Allí va coincidir amb una de les seves millors amigues en la selecció, Beatriz Fernández Ibáñez.

### S.D. Itxako
En 2010 va signar per la S.D. Itxako, on va jugar fins al final de la temporada 2011-12. La temporada 2010/2011 va ser la temporada més reeixida de la història del club navarrès. Es va proclamar campió de la Supercopa d'Espanya (vencent per 28-21 al seu exclub, el Mar Alacant), va guanyar la Copa de la Reina (vencent per 29-21 al Club Handbol Femení Elda) i va tornar a conquistar el títol de Lliga ABF. Les de Estella van acabar l'any perdent per la mínima la seva primera final de la Lliga de Campions davant el potent Larvik noruec per un total de 46-45 (23-21 en el primer partit i 24-25 en el segon).
La temporada 2011/12 es va aconseguir de nou revalidar el títol de la Lliga ABF, de la Copa de la Reina, després de vèncer el Handbol Bera Bera per 35-26 i de la Supercopa d'Espanya, En la Champions League, després de superar la primera ronda, cauen en la Maind Round. Després de diversos anys d'èxits, un comunicat de les jugadores i el cos tècnic informa d'un problema d'impagaments i evidencia la mala situació econòmica del club, per la qual cosa moltes jugadores importants acaben sortint del club (entre elles Carmen).

### R.K. Krim Mercator
En 2012 va signar pel club eslovè del RK Krim Mercator en el qual va tenir poca continuïtat a causa de les lesions. No obstant això, durant la seva primera temporada es va convertir en la màxima golejadora de l'equip eslovè en Champions amb un total de 54 gols en 14 partits. A nivell col·lectiu l'equip va arribar a les semifinals caient davant el Larvik. També va guanyar la Lliga Eslovena i la Copa, amb bastant facilitat tots dos títols.
En la seva segona temporada no va jugar ni un minut a causa de la seva lesió d'espatlla a principis de maig de 2013 i a la seva recaiguda en el Mundial amb la selecció.

### Mecalia Atlético Guardés
En 2014 va signar pel Mecalia Atlético Guardés després que l'equip eslovè li amenacés de rescindir-li el seu contracte després de la lesió que va sofrir amb la selecció espanyola en el Mundial de Sèrbia de 2013, a més dels problemes econòmics del club. Va ser rebuda amb gran expectació a Galícia i en A Guardia en la seva tornada a la Lliga ABF. Malgrat la seva curta estada de tres mesos a Galícia, va deixar un grat record i molt bons nombres, 35 gols (en 10 partits), una mitjana de 3,5 per partit, a més d'acabar l'equip en una meritòria 4a plaça en Lliga.

### C.S. M. București
A partir de l'estiu d'aquest any s'incorpora a l'equip romanès CSM București de la Liga Națională de Romania. En la seva primera temporada amb el conjunt de Bucarest s'ensenyoreix de l'extrem dret, recupera la seva millor versió, conquista la seva primera Liga Națională (en guanyar a doble partit al seu màxim rival, el HCM Baia Mare), queda subcampiona de la Copa femenina (perdent davant Baia Mare per 18-17 i sent la màxima golejadora de la final amb 5 gols), guanya el Trofeu Ciutat de Bucarest i torna a classificar-se per disputar la Lliga de Campions de l'EHF de cara a la temporada següent. Va marcar més de 100 gols entre Lliga i Copa durant la temporada.
No obstant això, la seva segona temporada a Romania, va anar encara millor, ja que es va aconseguir l'històric triplet. L'equip no va tenir rival en la Liga Națională, que va conquistar per segon any consecutiu després de guanyar tots els seus partits. Al seu torn, va conquistar la seva primera Copa en vèncer en la final per 32-24 al CSM Roman. I per posar la guinda a la temporada. la d'Almeria i el seu club van conquistar la seva primera Lliga de Campions de l'EHF. Després d'una primera fase alguna cosa irregular, l'equip es va classificar a quarts de final com a últim havent de jugar davant el temible FC Rostov. No obstant això, l'equip va superar en tots dos partits a les russes per un gol (8 gols de la d'Almeria sumant els dos partits) i van aconseguir un sorprenent avanç cap a les semifinals on van batre còmodament al ZRK Vardar per 27-21. En la final van superar a l'equip hongarès Gyori Audi ETO KC en la pròrroga per 29-26, després d'arribar igualades a 22 al final del temps reglamentari. Carmen Martín, va marcar 4 gols en aquesta final, i va conquistar d'aquesta manera l'últim títol que faltava en les seves vitrines.

## Internacional

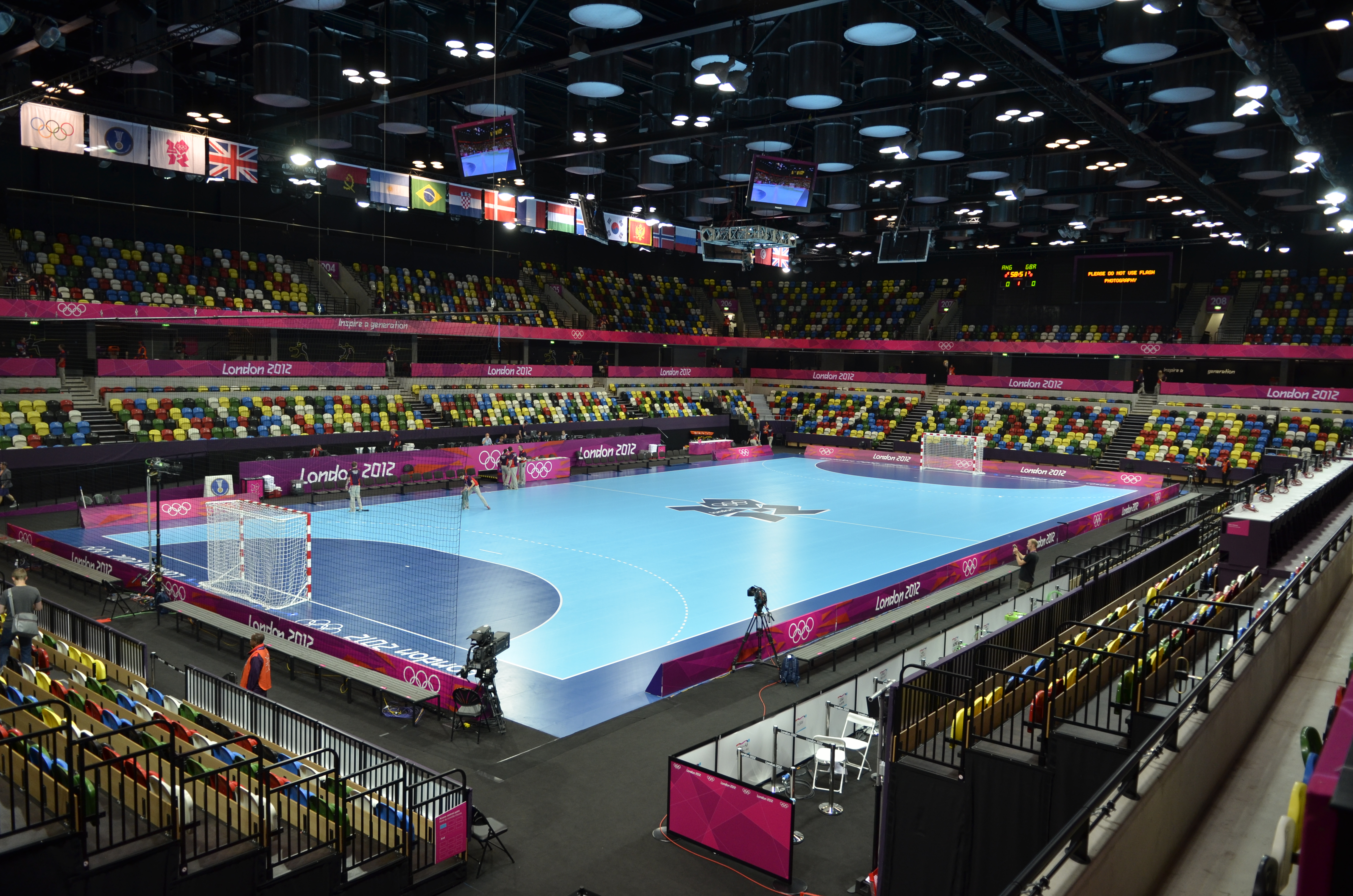
Copper Box, seu de la fase de grups dels Jocs Olímpics de Londres 2012.

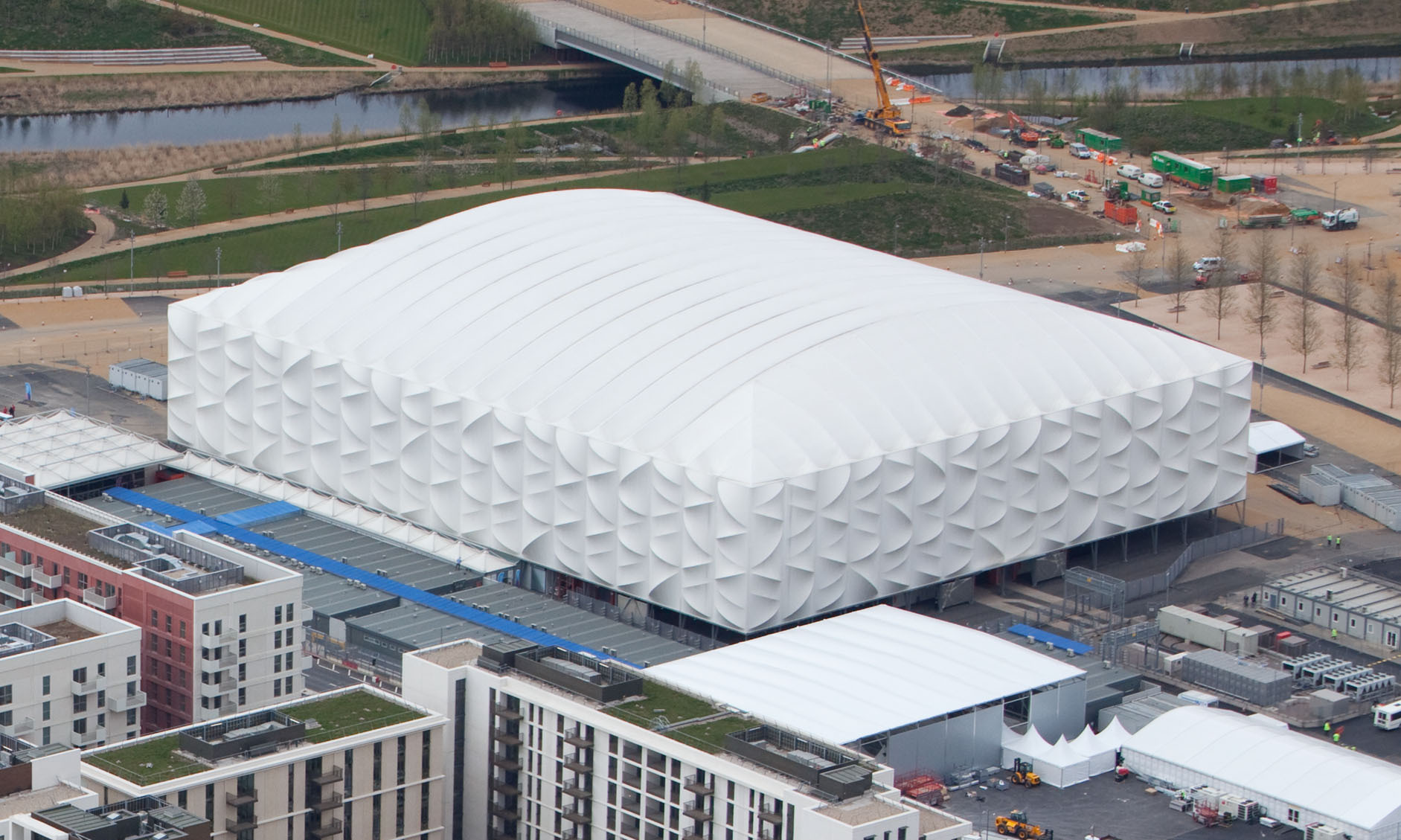
Basketball Arena, seu de les semifinals i finals.

Ha estat internacional amb la selecció femenina d'handbol d'Espanya en 171 ocasions i ha marcat 564 gols. D'aquesta manera és la tretzena jugadora amb més internacionalitats en la història de la selecció i la cinquena màxima golejadora, amb 27 anys acabats de complir.
Va ser convocada per primera vegada per Miguel Ángel Florido, debutant el 14 d'octubre de 2005 a Kostrena (Croàcia) amb tan sols 17 anys. El seu primer torneig d'alt prestigi amb la selecció va ser el Campionat Europeu d'Handbol Femení de 2006 disputat en Suècia. Van començar guanyant en la primera fase als Països Baixos i França, i van caure davant Dinamarca, encara que malgrat aquesta última derrota van passar a la següent fase com a primeres de grup amb 2 victòries i 1 derrota. En la segona ronda van començar guanyant a Croàcia, encara que caient davant les amfitriones Suècia i davant Rússia, amb la qual cosa no van poder passar a les semifinals. Van acabar el campionat en la novena posició.
Va ser seleccionada pel Campionat Mundial Femení d'Handbol de 2007. La primera fase les va enfrontar a Congo, Japó i Hongria i van passar com a segones de grup després d'empatar davant les hongareses i guanyar les seves uns altres dos partits. En la següent fase van començar perdent davant Alemanya i Romania. Després van guanyar a Corea del Sud i es van enfrontar en l'últim partit davant les ja eliminades, Polònia, per aconseguir la passada als quarts de final, no obstant això van perdre 29-30 i van ser eliminades.
Al Campionat Europeu d'Handbol Femení de 2008 van començar empatant dos partits, davant Noruega i davant Ucraïna, però van passar com a segones de grup després de les noruegues. En la segona ronda, no obstant això, van guanyar a Romania i Hongria, i van perdre davant Dinamarca, aconseguint passar a les semifinals davant Alemanya. Va ser un partit difícil però van vèncer per 32-29, encara que van perdre la final davant les favorites, les noruegues, que solament havien cedit un empat davant les espanyoles en tota la competició. Aquí va començar el doctorat de Carmen amb la selecció i a nivell mundial.
El 2009 va participar en el Campionat Mundial Femení d'Handbol de 2009 disputat a la Xina. En la primera fase van ser primeres de grup vencent totes les seves trobades. En la següent ronda van empatar davant Hongria, van guanyar a Romania i van ser derrotades per Noruega. Van passar com a segones de grup després de Noruega, i es van enfrontar en les semifinals davant França que les va vèncer per 27-23. En la lluita pel bronze es van tornar a enfrontar a Noruega i van ser derrotades per 26-31. També va participar en els Jocs del Mediterrani de 2009 a Pescara.
Al Campionat Europeu d'Handbol Femení de 2010 van començar perdent davant Romania. Després van guanyar a Sèrbia, però van tornar a perdre, aquesta vegada davant Dinamarca, acabant la primera fase com a terceres de grup. En la segona fase van aconseguir guanyar a Rússia, però van perdre els altres dos partits, sent eliminades i acabant finalment onzenes.
El 2011 va ser convocada per disputar al Campionat Mundial Femení d'Handbol de 2011 celebrat al Brasil. En la fase de grups van ser segones després del equipo nacional de Rússia, que va guanyar tots els seus partits. En la següent fase van vèncer Montenegro per 23-19, i en els quarts de final a Brasil per 27-26. No obstant això, en les semifinals es van enfrontar a la futura campiona, Noruega, contra la qual van ser derrotades per 30-22. En la lluita per la medalla de bronze es van enfrontar a Dinamarca, i van vèncer per 18-24. Per part individual, Carmen va ser triada millor extrema dreta del Campionat, a més de ser la cinquena màxima golejadora amb la imponent xifra de 45 punts en amb prou feines 9 partits.
El 2012 va ser seleccionada per formar part de l'equip nacional en el torneig celebrat a Espanya que donava accés a dues places per acudir als Jocs Olímpics de Londres 2012. Espanya va obtenir una plaça i l'altra va ser para Croàcia. També va ser seleccionada pels Jocs Olímpics, on van ser terceres en el grup B, després de França i Corea del Sud. Es van enfrontar en els quarts de final a Croàcia i van guanyar per 25-22, classificant-se per a les semifinals davant Montenegro, que havia donat la sorpresa en eliminar unes de les favorites, França. El partit va ser molt igualat, però finalment va guanyar Montenegro per 27-26. No obstant això quedava el partit pel bronze, que enfrontava a l'equip espanyol contra les coreanes novament. En la lliga prèvia havien guanyat les coreanes per 27-31, però en aquesta ocasió es van imposar les espanyoles per 29-31. No obstant això, Carmen no va poder gaudir de l'èxit en la pista, ja que en el partit de la fase de grups davant Suècia va caure lesionada en caure-li una jugadora sueca en el genoll, i produir-se el trencament del lligament lateral intern, per la qual cosa va haver de ser substituïda per la malacitana Marta López
En el Campionat Europeu d'Handbol Femení de 2012 celebrat a la fi d'any a Sèrbia, van aconseguir passar a la segona lliga petita, encara que en ella van ser últimes, on es va notar l'absència de la destacada central Macarena Aguilar que es va lesionar en un partit de la primera ronda.
De nou va ser convocada pel Campionat Mundial d'Handbol Femení de 2013 celebrat també en Sèrbia, on defensaven el tercer lloc del Brasil 2011. De nou una lesió, aquesta vegada en l'espatlla, davant Noruega en el primer partit (quan portava tres minuts en el camp) li van fer perdre's la resta de la competició. En el plànol col·lectiu (sense Carmen), les guerreres van passar la primera fase sense molts problemes, després de guanyar a Polònia, Argentina, Paraguai i Angola i tan sols perdre davant la potent Noruega. No obstant això, en vuitens de final van tornar a caure eliminades una altra vegada davant Hongria (que ja els va guanyar en l'Europeu passat) per 28-21, tancant així el campionat en una discreta desena posició.
És convocada el 2014 al Campionat Europeu d'Handbol Femení de 2014, disputat en Hongria i Croàcia, on ha de recuperar la continuïtat en el seu joc, per tornar a ser una de les millors jugadores del planeta. Van superar la primera fase amb ple de victòries i punts després de vèncer a Polònia, Rússia i Hongria. El seu gol de rosqueta davant Hongria, va ser triat el millor tant de la primera fase. No obstant això en la Maind Round van perdre les seves dos primers partits davant Noruega i Romania. Finalment en el decisiu i últim partit, van aconseguir una impressionant victòria davant Dinamarca per 29-22 per passar per segona vegada en la seva història a unes semifinals d'un Europeu. En les semifinals es van venjar de la seva derrota davant Montenegro en els Jocs Olímpics guanyant per un vibrant 19-18, passant a la seva segona final d'un Europeu. En la final es van tornar a creuar contra Noruega perdent per 28-25 i acabant finalment amb una gran medalla de plata. En el plànol individual Carmen va ser de nou triada en el set ideal com a millor extrema dreta, acabant també com a màxima golejadora nacional amb 46 punts i tercera del Campionat, recuperant així de nou la seva millor versió.
De nou, el 2015 és cridada per disputar el Campionat Mundial d'Handbol Femení de 2015 en Dinamarca. En la fase de grups, comencen guanyant a Kazakhstan, encara que després perden 28-26 davant la potent Rússia. Malgrat aquesta derrota, es refan, i després aconsegueixen guanyar còmodament a Romania per 26-18 i golejar a la feble Puerto Rico per 39-13. Finalment, en l'últim partit de la lliga de grups cauen davant Noruega per 26-29, acabant terceres de grup i tenint un complicat encreuament en vuitens de final davant França. Durant la fase de grups, va ser triada MVP i màxima golejadora (6) davant Kazakhstan, i també màxima golejadora davant Rússia. Finalment, en vuitens van ser eliminades per les franceses després d'un penal molt dubtós amb el temps complert (22-21). No obstant això, l'arbitratge va ser molt qüestionat per diverses exclusions dubtoses per a les espanyoles, i per una vermella directa també molt dubtosa a la pròpia Carmen. Davant aquesta situació, les guerreres van ser eliminades en vuitens (igual que l'últim Mundial), sent dotzenes. En l'aspecte individual, Martín va tornar a ser de les millors, ja que va jugar els sis partits i va marcar 25 gols, sent la segona màxima golejadora espanyola després de Nerea Pena.
Per a agost de 2016 és convocada com una de les pilars de la selecció pels Jocs Olímpics de Rio de Janeiro 2016, on espera a més obtenir una altra medalla, i treure's l'espinita de la seva lesió en els Jocs de Londres.

### Participacions en Jocs Olímpics
| Jocs                                 | Seu        | Resultat      | Partits | Gols |
| ------------------------------------ | ---------- | ------------- | ------- | ---- |
| Jocs Olímpics de Londres 2012        | Regne Unit | Bronze        | 4       | 15   |
| Jocs Olímpics de Rio de Janeiro 2016 | Brasil     | A disputar-se |         |      |

### Participacions en Copes del Món
| Mundial                                    | Seu       | Resultat    | Partits | Gols |
| ------------------------------------------ | --------- | ----------- | ------- | ---- |
| Campionat Mundial Femení d'Handbol de 2007 | França    | Desè lloc   |         |      |
| Campionat Mundial Femení d'Handbol de 2009 | Xina      | Quart lloc  |         |      |
| Campionat Mundial Femení d'Handbol de 2011 | Brasil    | Tercer lloc | 9       | 45   |
| Campionat Mundial Femení d'Handbol de 2013 | Sèrbia    | Desè lloc   | 1       | 0    |
| Campionat Mundial d'Handbol Femení de 2015 | Dinamarca | Dotzè lloc  | 6       | 25   |

### Participacions en Campionats d'Europa
| Europeu                                    | Seu                 | Resultat    | Partits | Gols |
| ------------------------------------------ | ------------------- | ----------- | ------- | ---- |
| Campionat Europeu d'Handbol Femení de 2006 | Suècia              | Novè lloc   |         |      |
| Campionat Europeu d'Handbol Femení de 2008 | Macedònia           | Subcampiona |         |      |
| Campionat Europeu d'Handbol Femení de 2010 | Dinamarca i Noruega | Segona fase |         |      |
| Campionat Europeu d'Handbol Femení de 2012 | Sèrbia              | Segona fase | 6       | 30   |
| Campionat Europeu d'Handbol Femení de 2014 | Hongria i Croàcia   | Subcampiona | 8       | 46   |

## Palmarès

### Selecció espanyola
- Medalla de plata en el Europeu Macedònia 2008 i Europeu Hongria 2014.
- Medalla de bronze en el Mundial Brasil 2011.
- Medalla de bronze en els Jocs Olímpics de Londres 2012.

### Clubs
- 2 Lligues (Lliga ABF).
- 2 Copes de la Reina.
- 2 Supercopas d'Espanya.
- 1 Lliga Eslovena.
- 1 Copa Eslovena.
- 2 Liga Națională.
- 1 Champions League.
- 1 Copa de Romania.

## Reconeixements
- Millor extrem dret en el Campionat Europeu d'Handbol: 2014.
- Millor extrem dret en el Campionat Mundial d'Handbol: 2011.

## Vida personal
Va començar a practicar handbol a l'edat de 7 anys en el seu col·legi, el CEIP Llanos de Marín, en Cortijos de Marín (Roquetas de Mar). La seva pel·lícula favorita és El quadern de Noah, la seva cançó Ojitos rojos, del grup Estopa i el seu llibre, Bodas de Sangre, del granadí Federico García Lorca. Una de les seves manies és realitzar sempre el mateix escalfament, posar-se bastant resina a les mans a l'hora de jugar i tenir les botes netes, ja que no suporta relliscar.